# Gabriela Trmal
Gabriela Trmal (Vienna, 14 settembre 1952) è un'ex cestista austriaca.

## Carriera
Con l'Austria ha disputato i Campionati europei del 1972.